# Zona Universitaria de Barcelona

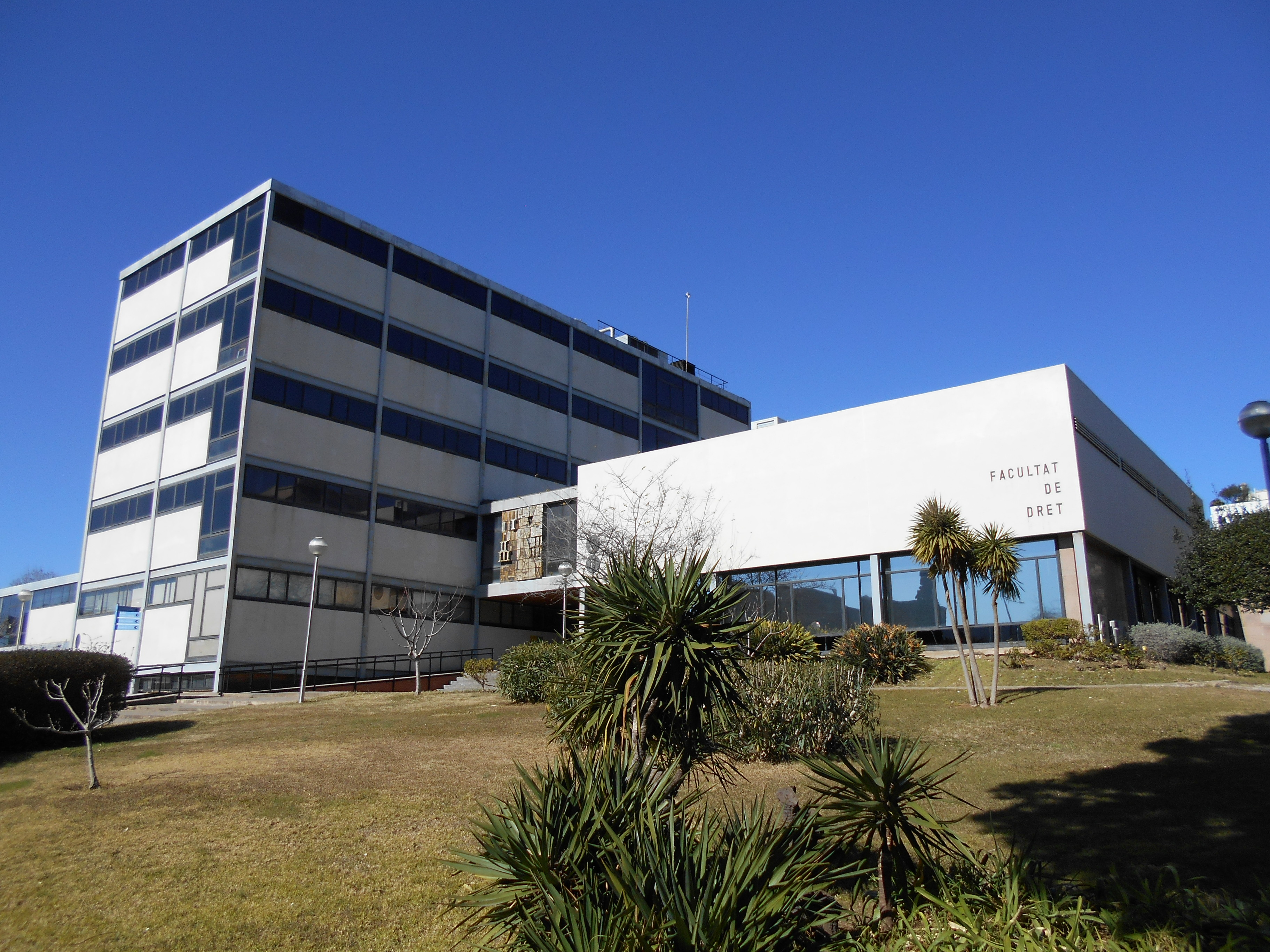
Facultad de Derecho (1958-1959), de Guillermo Giráldez, Pedro López Íñigo y Xavier Subías

Se denomina Zona Universitaria a un sector del distrito de Les Corts de Barcelona, llamado así por la ubicación de diversas facultades de varias universidades de la Ciudad Condal. Su territorio está dividido entre los barrios de Pedralbes y la Maternitat i Sant Ramon, y tiene como eje vertebrador la avenida Diagonal. En sus terrenos se encuentra el Campus de la Diagonal "Portal del Coneixement" de la Universidad de Barcelona y los campus Nord y Sud de la Universidad Politécnica de Cataluña.

## Ubicación
La llamada Zona Universitaria tiene una forma ligeramente circular, delimitada por las siguientes vías: avenida del Doctor Marañón, avenida de Juan XXIII, avenida de Pedralbes, calle de Jordi Girona, calle de Dulcet, plaza de Eusebi Güell, calle de Sor Eulalia de Ancizu, calle del Gran Capitán y avenida del Ejército. La avenida Diagonal parte esta zona por la mitad y sirve de eje vertebrador de este espacio. Dentro de este recinto se encuentran, además de los edificios universitarios, el Palacio Real de Pedralbes y el cementerio de Les Corts. Aledaños a esta zona se encuentran el Camp Nou, el Cuartel del Bruch, el antiguo recinto de la Casa Provincial de Maternidad y Expósitos de Barcelona y el parque de Cervantes.  
En cuanto a transportes, en esta zona se hallan las estaciones de Palau Reial y Zona Universitaria de la línea 3 del Metro de Barcelona y del Trambaix, así como la de Pius XII del Trambaix. También pasan por la zona diversos autobuses urbanos e interurbanos.

## Historia

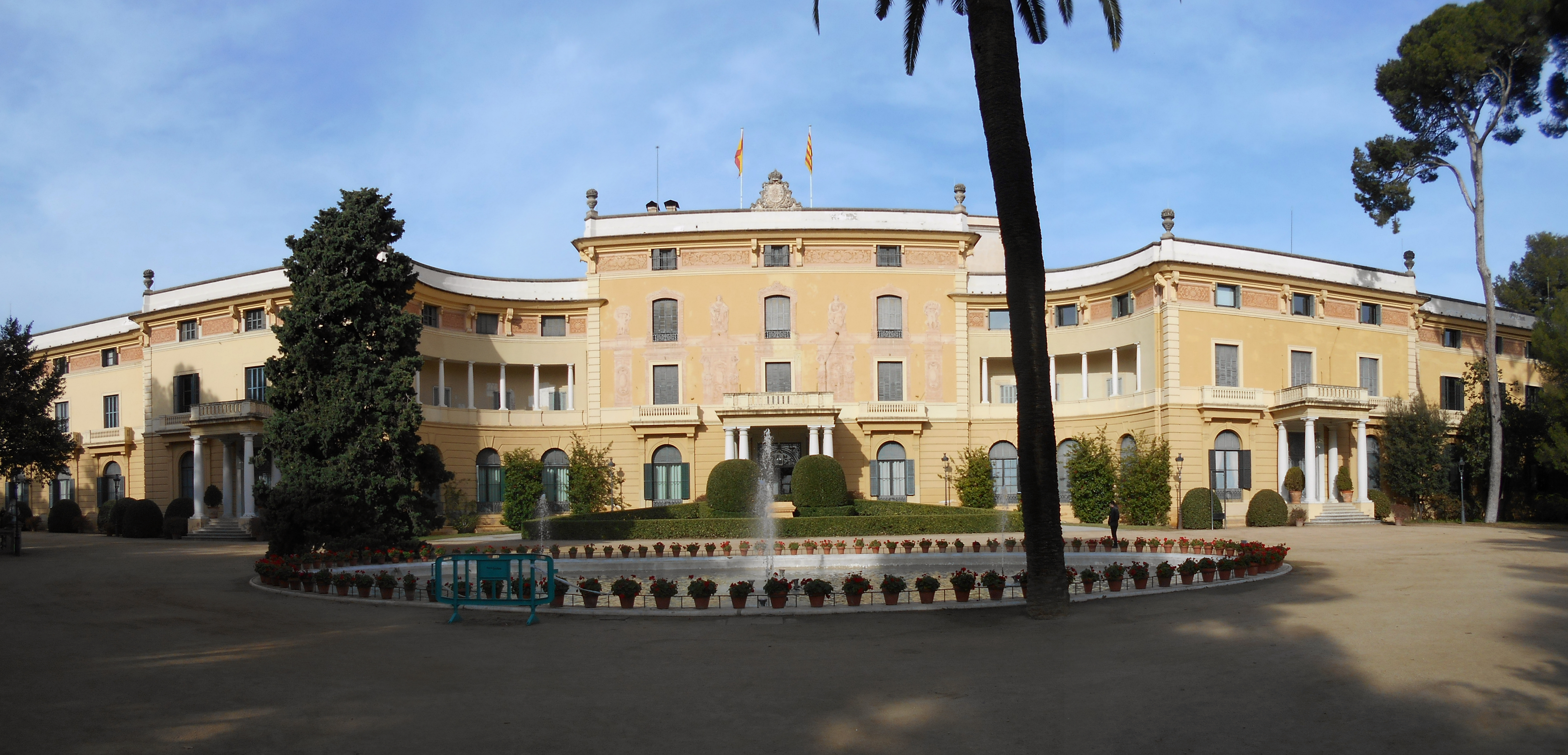
Palacio Real de Pedralbes

El espacio donde se halla la actual Zona Universitaria era antiguamente terreno agrícola, perteneciente al antiguo municipio de Les Corts de Sarrià, que fue anexionado a Barcelona en 1897. En 1859 el empresario Joan Güell compró una de las principales fincas de la zona, la masía de Can Custó; posteriormente, su hijo Eusebi Güell compró las masías de Can Feliu, Can Baldiró, Can Berra y Can Cuyàs de la Riera. Este mandó construir un palacete, obra del arquitecto Joan Martorell, origen del actual Palacio Real de Pedralbes. Posteriormmente encargó a Antoni Gaudí una reforma de la casa y la construcción de un muro de cerca y los pabellones de portería, conocidos como Pabellones Güell. En la casa construyó unas escaleras monumentales, un mirador, un templete y un picadero al aire libre, todo ello destruido en 1919 para la construcción del Palacio Real. En el resto de la finca, construyó el muro de cerca, la portería, las caballerizas y el picadero, que son los elementos que aún se conservan. Gaudí también se encargó del diseño de los jardines de la finca, de los que destaca la Fuente de Hércules. Las otras tres puertas de acceso a la finca perdieron funcionalidad con la apertura de la avenida Diagonal: una de ellas se encuentra todavía frente al cementerio de Les Corts, aunque su reja de hierro se trasladó a la Casa-Museo Gaudí del parque Güell; otra fue restaurada en 1982 por la Universidad de Barcelona y situada junto al Instituto de Geología Francesc Almera; y la tercera fue demolida al construir la Facultad de Farmacia, pero reconstruida en 1957 junto a este edificio.
La urbanización de la Zona Universitaria surgió del Plan Comarcal de 1953, un intento de integrar la ciudad con los municipios colindantes en vías de satisfacer la fuerte demanda de vivienda en los años de llegada masiva de inmigración, al tiempo que intentaba frenar la especulación inmobiliaria y mejorar el entorno urbano. Fue desarrollado por el arquitecto Josep Soteras. Aunque no se llevó a cabo en su totalidad, de su planteamiento inicial surgieron diversos «planes parciales», los más relevantes de los cuales fueron los referentes a los dos extremos de la avenida Diagonal, levante y poniente: en el primero se crearon los nuevos barrios de la Verneda y del Besós, mientras que en el segundo se proyectó la Zona Universitaria y se ampliaron los barrios de Les Corts y Collblanc.
El objetivo principal de la Zona Universitaria fue descentralizar las diversas carreras ofrecidas en el edificio histórico de la Universidad de Barcelona de la plaza Universidad, que ya estaba saturado y no podía atender la creciente demanda de estudiantes. En 1950 se creó la Junta de Obras de la Ciudad Universitaria, que encargó el proyecto de planificación del campus universitario al arquitecto Francesc Nebot. Se hizo una aportación inicial de 200 millones de pesetas por parte del Ministerio de Educación Nacional. El proyecto fue muy criticado por los arquitectos del llamado Grupo R, quienes lo tildaron de retrógrado y fascistoide. Se criticó especialmente que el campus estuviese dividido por una carretera nacional (la avenida Diagonal en este tramo de salida de Barcelona) y el Ayuntamiento llegó incluso a ofrecer unos terrenos en Montjuïc. En 1952 hubo un escándalo al saberse la vinculación del arquitecto Nebot y sus dos ayudantes, Sanvicens y Domènech Mansana, con un promotor inmobiliario, y Nebot fue sustituido por Amadeu Llopart.
Pese a todo, en 1955 se iniciaron las obras. El Colegio de Arquitectos de Cataluña denunció el hecho de que el Plan de Ordenación de Barcelona calificaba estos terrenos como residenciales. Sin embargo, el mismo 1955 se inició el traslado de algunas facultades, como las de Farmacia y Derecho. La premura en desubicar estudiantes del centro tenía motivos políticos, debido a la creciente agitación estudiantil contra la dictadura franquista.
Aunque los primeros edificios seguían el estilo academicista monumental propio del régimen franquista, posteriormente se dieron algunas adjudicaciones a arquitectos más vanguardistas, lográndose algunas realizaciones de gran interés arquitectónico, como la Facultad de Derecho (1958, Giráldez, López Íñigo i Subías, arquitectes) o la de Ciencias Económicas (1961, Xavier Carvajal). Sin embargo, coetáneas a estas se construyeron la Escuela de Arquitectura (Eusebi Bona), la de Aparejadores (Josep M. Segarra) y la Facultad de Bellas Artes (Pelayo Martínez), que volvieron al tono academicista. Más lograda fue la Escuela de Ingenieros, de Robert Terradas. Las últimas obras, ya en democracia, fueron de mejor calidad, como la Facultad de Biología (Juan Antonio Ballesteros, Juan Carlos Cardenal y Fernando de la Guardia) y la ampliación de la Escuela de Arquitectura (José Antonio Coderch). Entre 1984 y 1996 se construyó el Campus Nord, con un proyecto general de Lluís Cantallops y José Antonio Martínez Lapeña, del que destacan el edificio Nexus (Lluís Nadal), la Biblioteca Rector Gabriel Ferraté (Ramon Sanabria y Ramon Artigues) y el polideportivo (Francesc Rius).

## Campus universitarios

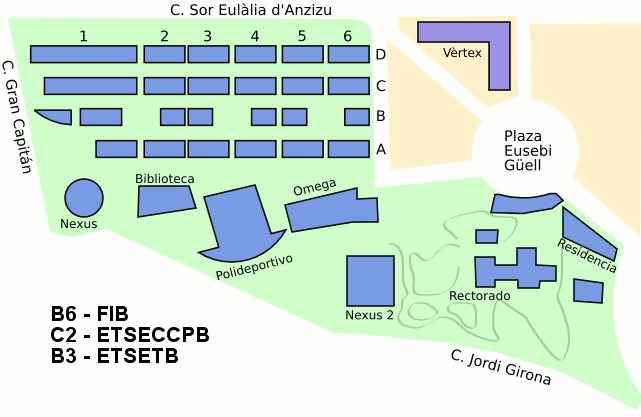
Campus Nord de la Universidad Politécnica de Cataluña

- Campus de la Diagonal "Portal del Coneixement" de la Universidad de Barcelona:
  - Facultad de Derecho
  - Facultad de Ciencias Económicas
  - Facultad de Bellas Artes
  - Facultad de Biología
  - Facultad de Farmacia
  - Facultad de Física
  - Facultad de Geología
  - Facultad de Química
- Campus Nord de la Universidad Politécnica de Cataluña:
  - Facultad de Informática de Barcelona
  - Escuela Técnica Superior de Ingenieros de Caminos, Canales y Puertos de Barcelona
  - Escuela Técnica Superior de Ingeniería de Telecomunicación de Barcelona
  - Biblioteca Rector Gabriel Ferraté
- Campus Sud de la Universidad Politécnica de Cataluña:
  - Escuela Técnica Superior de Arquitectura de Barcelona
  - Escuela Técnica Superior de Ingeniería Industrial de Barcelona
  - Escuela Politécnica Superior de Edificación de Barcelona
  - Facultad de Matemáticas y Estadística
  - Fundació CIM
  - Instituto de Robótica e Informática Industrial